# Te quiero amor
Te quiero, amor fue una telenovela boliviana del género dramático, emitida y producida por Red Uno estrenada el 21 de junio de 2021 y emitida hasta el 31 de diciembre del mismo año, con 140 capítulos. La idea original es dirigida por Alejandro Pinedo, quien ya produjo Con el corazón en ATB.

## Argumento
Alejandro es un joven exitoso concentrado en su trabajo que está pasando por un buen momento en su carrera, fruto de años de esfuerzo. Tiene una hija pequeña con Lucía, su pareja, pero debido a su trabajo le dedica cada vez menos tiempo a su familia, lo que provoca que su relación se desgaste y él empiece a frecuentar a otras mujeres. A pesar de que Lucía sospecha de esta situación, continúa amándolo. Alejandro es despedido y su situación económica va en descenso; sin embargo, su pareja continúa intentando que él cambie, pero él se niega a corregir su camino, por lo que ella toma la decisión de alejarse.
Alejandro, completamente confundido y fracasado, toca fondo y se da cuenta de que debe cambiar. Empieza a valorar lo que perdió, pero al intentar volver con Lucía ella se muestra desinteresada. Rodrigo, un joven empresario, se enamora de ella e intenta conquistarla. Pero Alejandro no se rinde y luchará hasta recuperar a su familia.

## Elenco
- Alejandro Pinedo como el mismo
- María José Terrazas como Lucía Suárez Menacho, la novia de Alejandro, quien le deja al enterarse de la infidelidad del mismo, después de enterarse del accidente automovilístico.
- Jhonny Herrera como Javier Canaviri, el mejor amigo de Alejandro, quien siempre estuvo en las buenas y en las malas.
- Wendy Zambrana como Natalia Naty Vaca, la exnovia de Alejandro y la amante del mismo al momento del accidente.
- Fernanda Herrera (niña) como Luciana Pinedo Barrientos, la hija de Alejandro, que es cuidada por Doña Eusebia
- Sabrina Hartmann como Tania Barrientos
- Dora Quispe como Eusebia
- Jaime Bravo como Sergio Alcázar
- Camila Franco como Sofia Avila
- Iván Fernando Herrera como Don Genaro Maláfe
- Anavela Gutiérrez como Lourdes Menacho
- Camila Bedregal como Valentina Megaleio
- Madelaine Lugo como Andrea Mercado
- Juana Chauca como Beningna
- Juan Carlos Escobar como Ivan Maláfe
- Debora Rodríguez
- Israel Segaline
- Fernando Mercado como Mauricio

## Producción
Antes del estreno de la telenovela, hubo un casting nacional en La Paz, Cochabamba y Santa Cruz de la Sierra, en los estudios de Red Uno.

Ya se puede ver una gran multitud de jóvenes, que hacen fila desde muy temprano, esperando tener la oportunidad de ser parte del elenco
Alejandro Pinedo - Abril de 2021

Luego de que Te quiero amor dejase de emitirse, Alejandro Pinedo, su creador, productor y director, apareció en el videoclip del tema de apertura de la telenovela de Chila Jatun, que fue grabado en la ciudad de Cochabamba.

## Episodios
| Temporada | Temporada | Episodios | Rango de episodios | Emisión original    | Emisión original        | Ambientación (año) | Cadena original |
| Temporada | Temporada | Episodios | Rango de episodios | Inicio              | Final                   | Ambientación (año) | Cadena original |
| --------- | --------- | --------- | ------------------ | ------------------- | ----------------------- | ------------------ | --------------- |
|           | 1         | 140       | 1 - 140            | 21 de junio de 2021 | 31 de diciembre de 2021 | 2021               | Red Uno         |

## Recepción
Recibió críticas mixtas, por la interpretación, guion, efectos de sonido, adaptación de una plataforma de videos (YouTube) a televisión, su product placement, entre otros, aunque recibió elogios por la banda sonora. El blog personal Noveleeando reseño la novela de manera negativa, aunque la consideró una mejora con respecto a Con el corazón y las telenovelas de Del Barrio Producciones. Incluso llegó a compararla negativamente con La rosa de Guadalupe.
La telenovela llegó a obtener un acumulado de 30 millones de vistas en YouTube, antes de que todos sus videos (excepto los primeros 5 capítulos) pasen a ser puestos en privado, debido al lanzamiento exclusivo en APTV Play. Llegó a emitirse originalmente también en Red Uno Sur, donde opera sus afiliadas en Chuquisaca, Potosí y Tarija.

### Posible segunda temporada
En febrero de 2022, Ale Pinedo (a través de YouTube), hizo una encuesta, donde pregunto si la gente quería el lanzamiento de una segunda temporada de Te quiero amor , o si en cambio, se produciría una nueva telenovela. Después de 3.3 mil votos, el 77% deseaba una segunda temporada de Te quiero amor y el restante 23% quería una nueva telenovela. Desde entonces, a partir de febrero de 2023, no ha habido nuevos anuncios.